# جونيور مورايس
ألويسيو تشافيز ريبيرو مورايس جونيور (برتغالية: Júnior Moraes؛ مواليد 4 أبريل 1987 في سانتوس) هو لاعب كرة قدم برازيلي يلعب مع نادي دينامو كييف في الدوري الأوكراني الممتاز كمهاجم.

## روابط خارجية
- جونيور مورايس على موقع الاتحاد الدولي (مؤرشف)  (الإنجليزية)
- جونيور مورايس على موقع الاتحاد الأوربي (الإنجليزية)
- جونيور مورايس على موقع اتحاد أوكرانيا (الإنجليزية)
- جونيور مورايس على موقع قاعدة بيانات كرة القدم.إي يو (الإنجليزية)
- جونيور مورايس على موقع ليكيب (الفرنسية)
- جونيور مورايس على موقع ناشيونال فوتبول تيمز (الإنجليزية)
- جونيور مورايس على موقع Soccerway.com (الإنجليزية)
- جونيور مورايس على موقع عالم كرة القدم.نت (الإنجليزية)
- جونيور مورايس على موقع AS.com (الإسبانية)